# Грачёвка (Пичаевский район)
Грачёвка — посёлок в Пичаевском районе Тамбовской области России. Входит в состав Егоровского сельсовета.

## География
Посёлок находится в северо-восточной части Тамбовской области, в лесостепной зоне, на левом берегу реки Пичаевки, на расстоянии примерно 3 километров (по прямой) к северо-западу от села Пичаева, административного центра района.

### Климат
Климат умеренно континентальный, относительно сухой, с холодной продолжительной зимой и тёплым летом. Средняя температура воздуха самого холодного месяца (января) — −11,3 °C (абсолютный минимум — −43 °C); самого тёплого месяца (июля) — 19,7 °C (абсолютный максимум — 39 °С). Период с положительной температурой выше 10 °C длится 145 дней. Среднегодовое количество атмосферных осадков составляет около 550 мм. Продолжительность залегания снежного покрова составляет в среднем 138 дней.

### Часовой пояс
Посёлок Грачёвка, как и вся Тамбовская область, находится в часовой зоне МСК (московское время). Смещение применяемого времени относительно UTC составляет +3:00.

## Население
| 2010 |
| ---- |
| 1    |

### Половой состав
По данным Всероссийской переписи населения 2010 года в гендерной структуре населения мужчины составляли 100 %.

### Национальный состав
Согласно результатам переписи 2002 года, в национальной структуре населения русские составляли 100 % из 16 чел.